# Шпрайтер, Томас
Томас Шпрайтер, мирское имя — Франц Ксавьер (нем. Thomas Spreiter, 28 декабря 1865 года, Регенсбург, Германия — 27 января 1944 года, Фрейхейд, Южная Африка) — католический прелат и миссионер, апостольский викарий Южного Занзибара с 13 марта 1906 года по 29 августа 1924 года и апостольский викарий Эшове с 26 января 1924 года по 14 мая 1944 года. Член монашеского ордена бенедиктинцев.

## Биография
Родился в 1865 году в городе Регенсбург. 29 сентября 1886 году вступил в бенедиктинскую монашескую общину святого Бенедикта (позднее — бенедиктинская конгрегация святой Одилии) в Райхенбахе.
29 сентября 1886 года вступил в новициат. В 1887 году эта община вступила в монастырь святой Одилии Эльзасской в районе Ландсберг-ам-Лех. 2 февраля 1888 года принёс монашеские обеты, взяв себе имя Томас. 25 июля 1897 года был рукоположён в священники.
В 1900 году отправился на миссию в Южный Занзибар в открытый бенедиктинцами из монастыря святой Одилии Эльзасской в 1888 году миссионерский центр Перамихо.
До 1905 года руководил одним из миссионерских центров в Южной Танзании до начала восстания Маджи-Маджи, во время которого был убит епископ Кассиан Шпис и несколько бенедиктинцев, после чего возвратился в Европу.
13 марта 1906 года римский папа Пий X назначил его апостольским викарием Южного Занзибара и титулярным епископом Тены.
1 мая 1906 года состоялось его рукоположение в епископы, которое совершил епископ Аугсбурга Максимилиан фон Линг в сослужении с титулярным епископом Тицелии Эмилем-Огюстом Аллгеймером. В этом же году возвратился в Танзанию, чтобы руководить католическими миссиями.
После начала Первой мировой войны деятельность миссий была прекращена. Томас Шпрайтер был отправлен английскими колониальными властями в Дар-эс-Салам, где содержался под домашним арестом до 1920 года.
24 ноября 1920 года возвратился в Германию.
29 августа 1921 года был назначен ординарием новообразованной апостольской префектуры Зулуленда, которая в 1924 году была преобразована в апостольский викариат Эшове. В 1922 году основал бенедиктинский монастырь в населённом пункте Инкамана (около современного города Фрейхейд) в Южной Африке. В 1929 году основал женскую монашескую конгрегацию Сёстры-бенедиктинки из Твасаны.
14 мая 1943 года подал в отставку. Проживал в монастыре Инкамана в Фрейхейде, где скончался в 1944 году.